# Kościół św. Jadwigi Śląskiej w Chorzowie
Kościół świętej Jadwigi śląskiej w Chorzowie – rzymskokatolicki kościół parafialny należący do dekanatu Chorzów archidiecezji katowickiej, wzniesiony w latach 1873–1874 w Chorzowie, wpisany do rejestru zabytków nieruchomych województwa śląskiego.

## Historia
Budowa świątyni w stylu neoromańskim rozpoczęła się wiosną 1873 roku. Kamień węgielny został poświęcony w dniu 22 czerwca 1873 roku w rocznicę poświęcenia kościoła św. Barbary. Świątynia została poświęcona w dniu 18 października 1874 roku przez księdza doktora Hermanna Gleicha (od 1875 roku biskupa tytularnego Mallus w Cylicji i sufragana wrocławskiego). Kazanie wygłosił wówczas ksiądz Józef Michalski z Lipin.
W 1908 roku kościół został rozbudowany. Zostały wówczas wzniesione dwie tylne wieże, domek portalowy i chór organowy według projektu Ludwiga Schneidera, który zaprojektował także elewacje oraz wyposażenie wnętrza świątyni. Elewacje wykonano z wielobarwnych tynków, ozdobiono płaskorzeźbami oraz plecionkowymi ornamentami.
Świątynia otrzymała również piękny ołtarz wykonany ze szlifowanego białego marmuru i ozdobiony figurą św. Jadwigi i figurami klęczących aniołów. Na marmurowych filarach o barwie ciemnożółtej był rozłożony baldachim. Tabernakulum było również wykonane z marmuru. Zostały także zamontowane nowe, większe organy (podczas I wojny światowej ich cynowe piszczałki zostały przetopione na amunicję, w 1925 roku zostały kupione nowe). W 1914 roku świątynia wzbogaciła się o ławki.

## Galeria

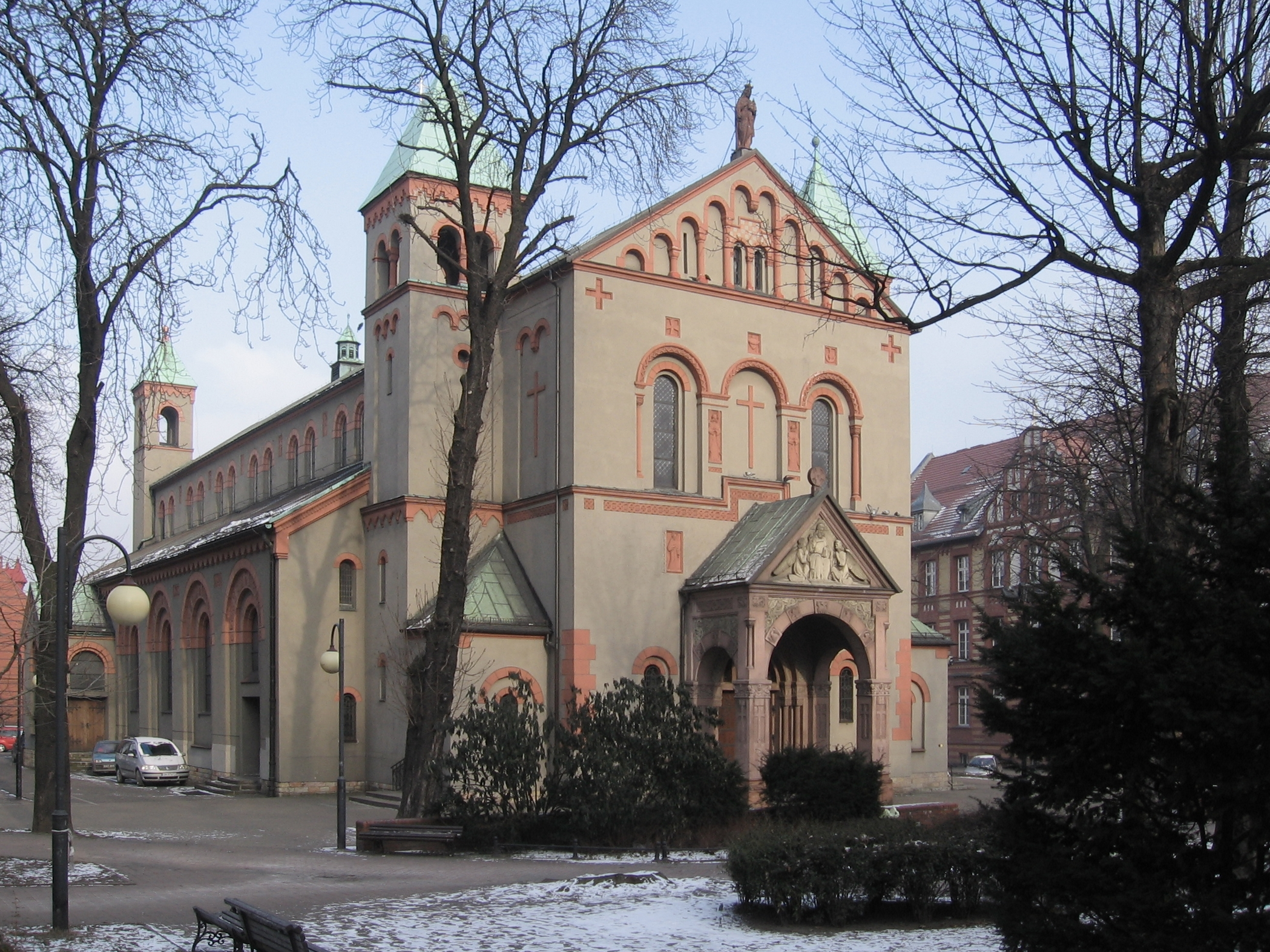
Fasada kościoła z domkiem portalowym
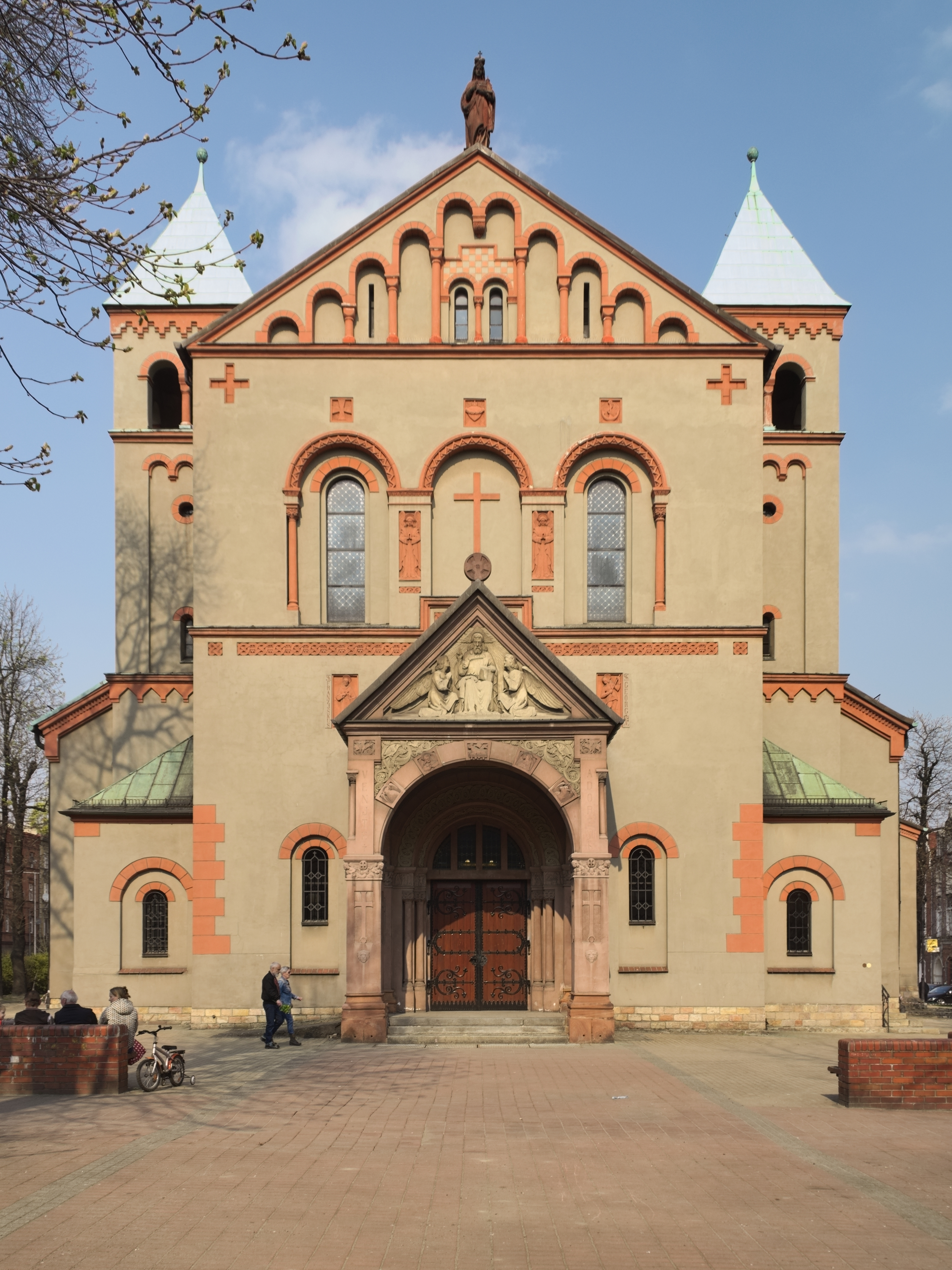
Fasada kościoła, zwieńczona statuą przedstawiającą św. Jadwigę (2019)
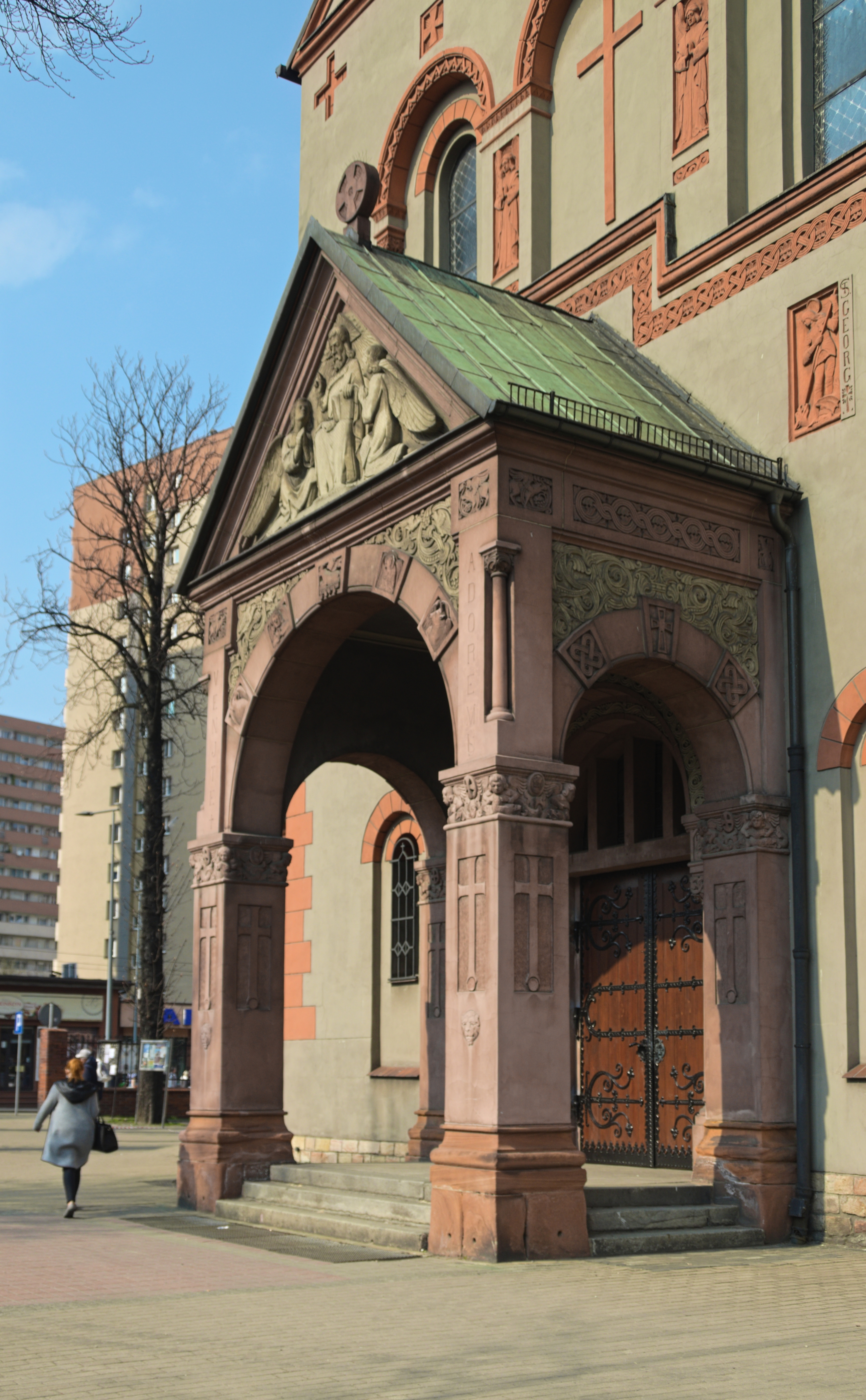
Domek portalowy (2019)
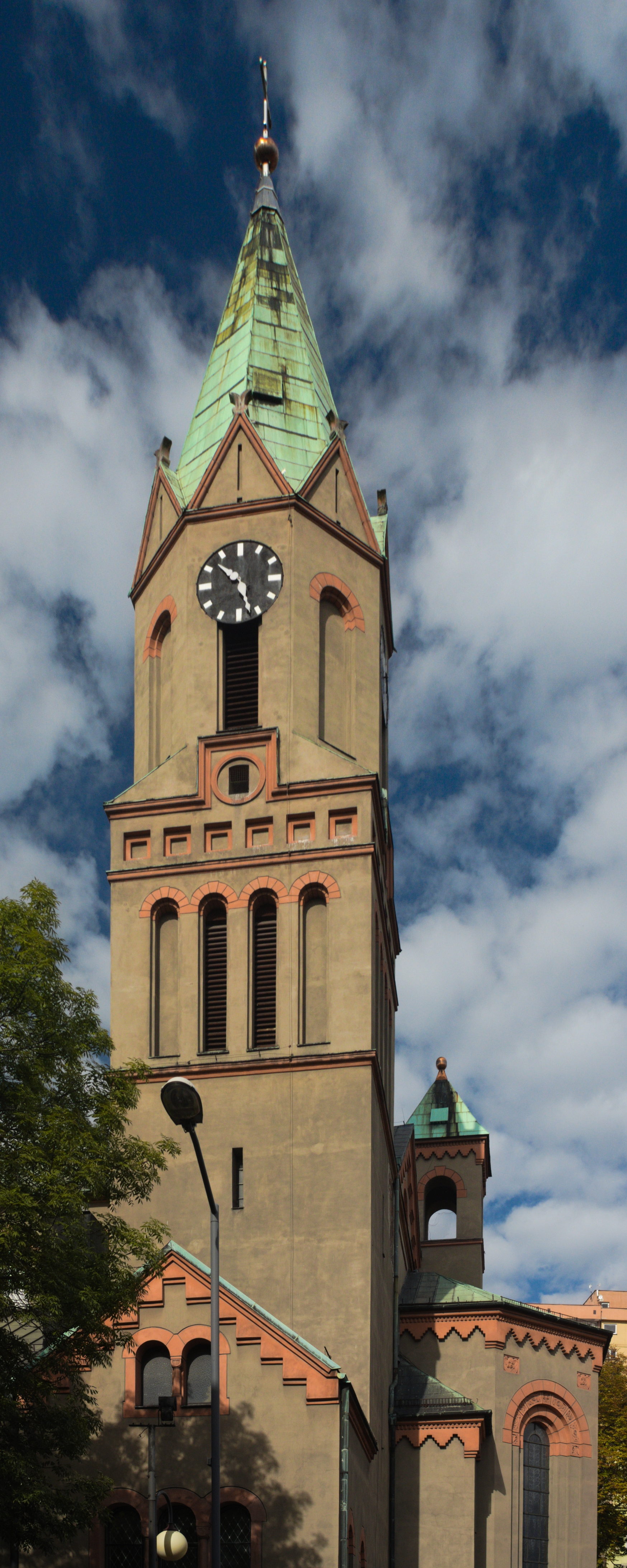
Najwyższa wieża kościoła (2019)
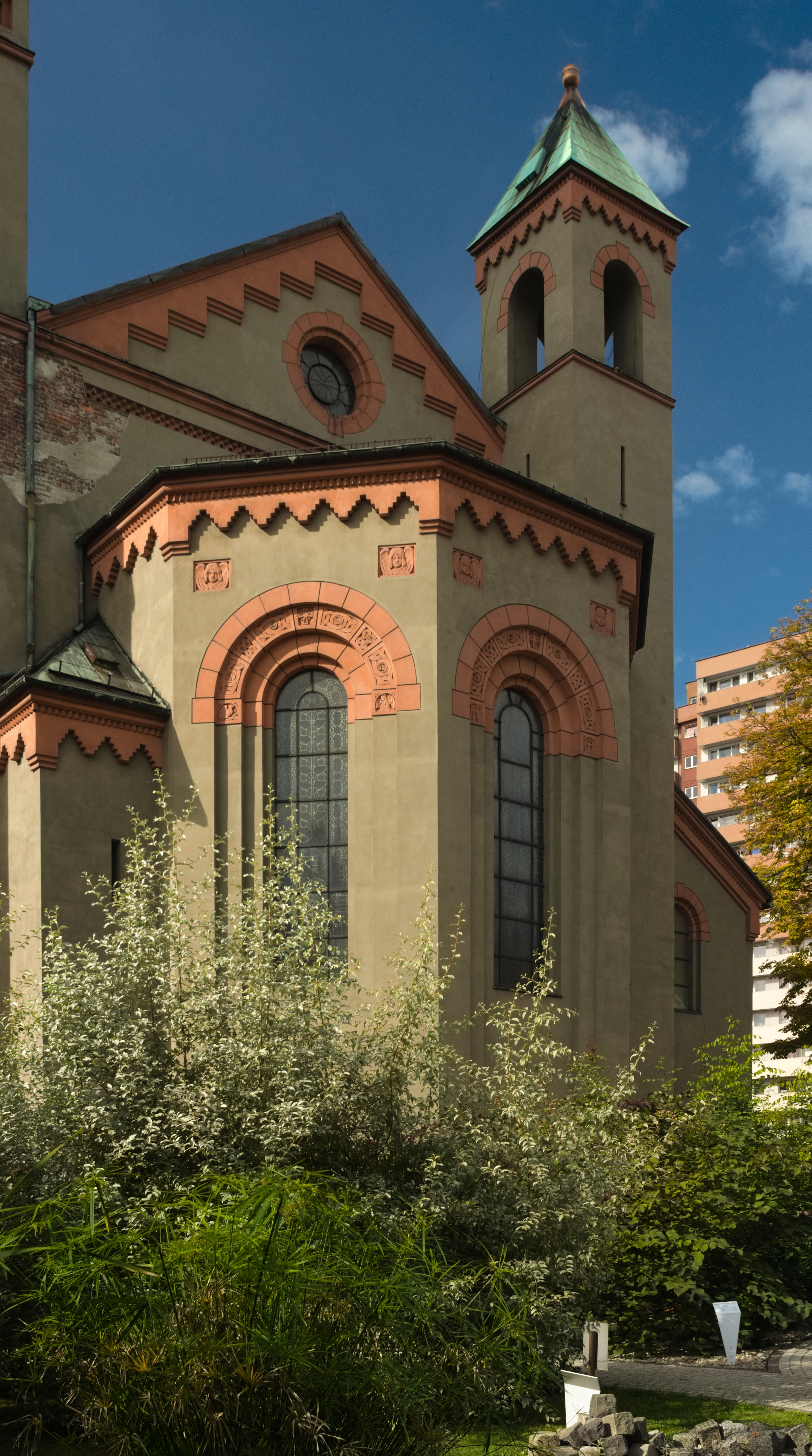
Absyda widziana z Ogrodu Biblijnego (2019)
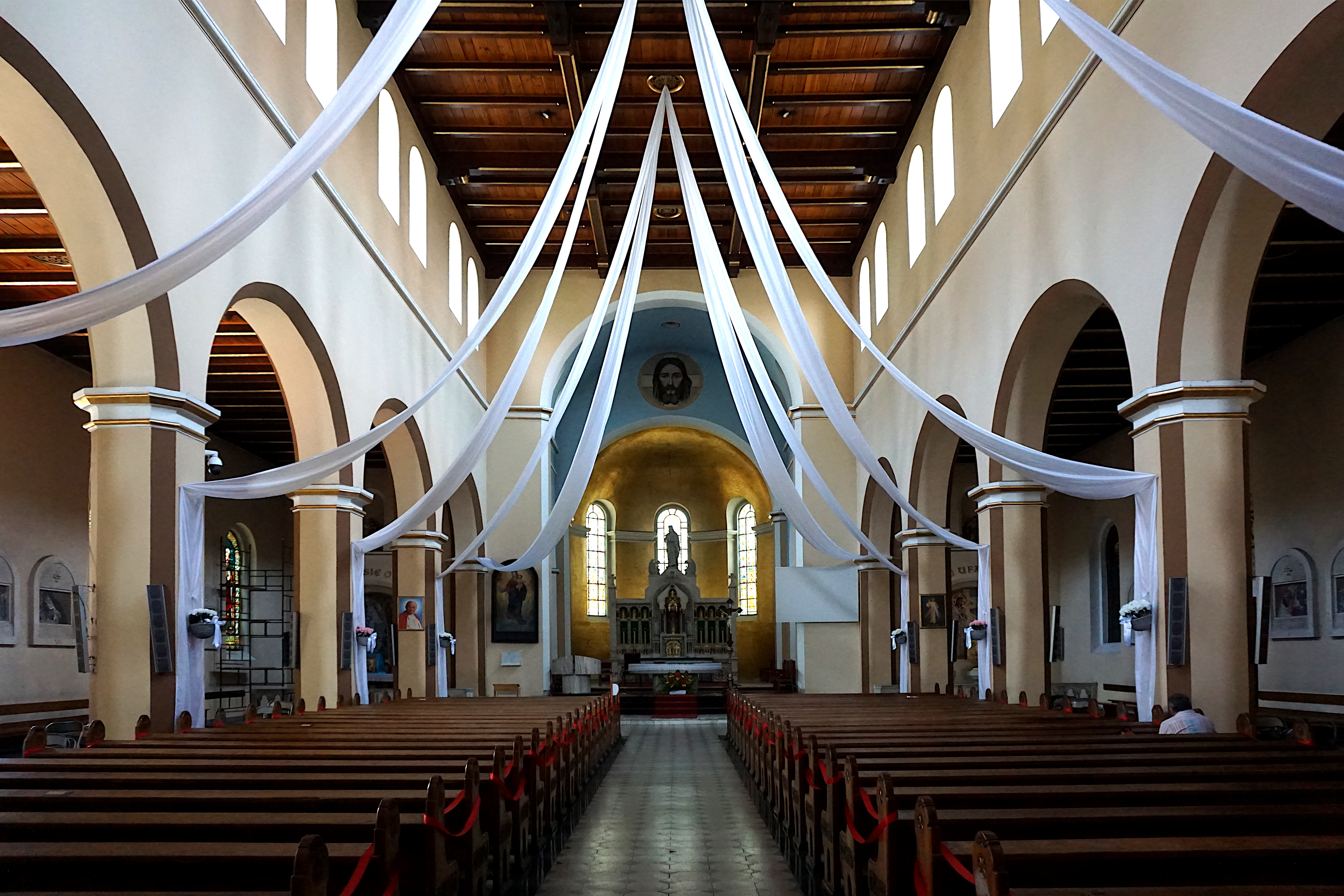
Nawa główna (2021)
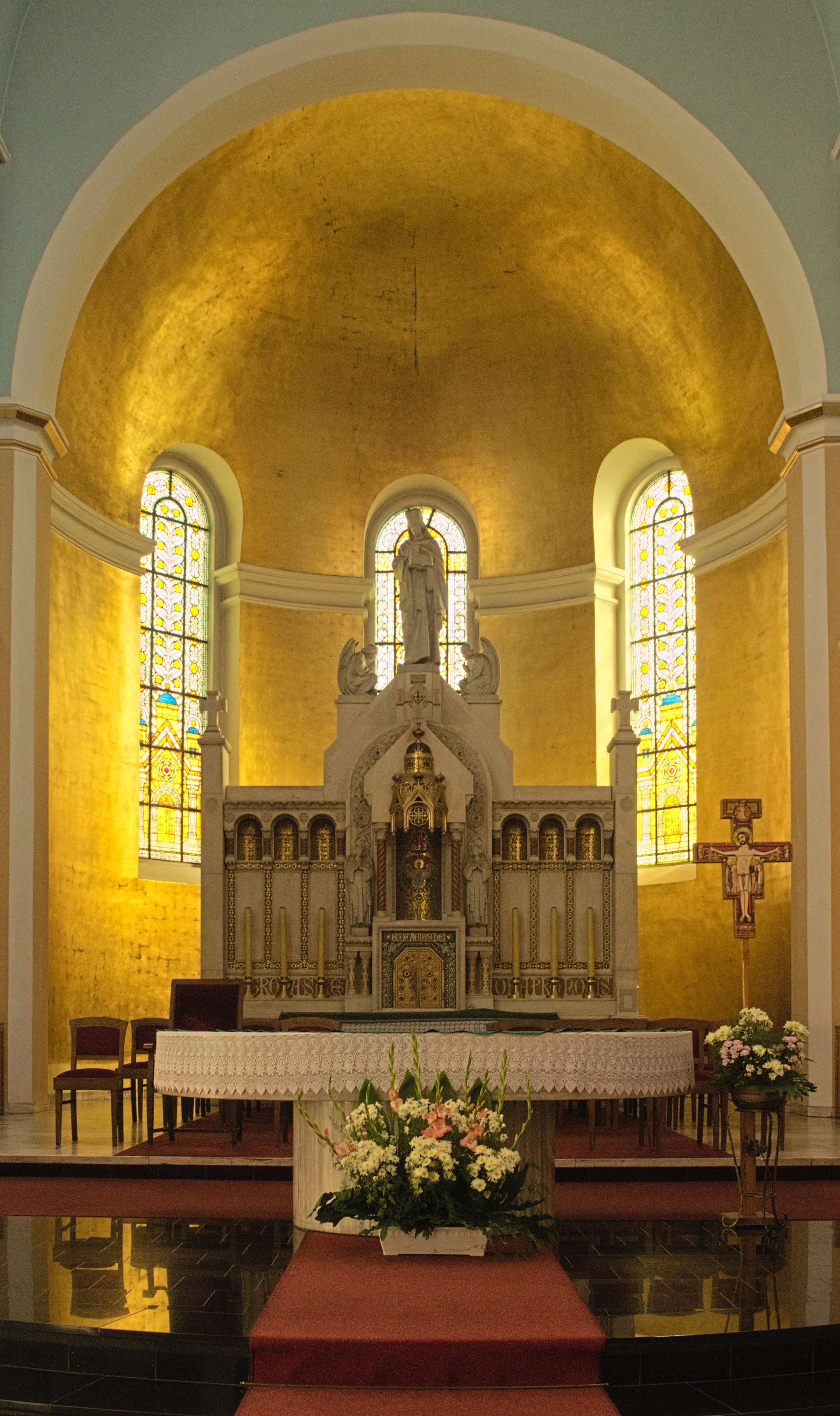
Prezbiterium i ołtarz główny (2019)
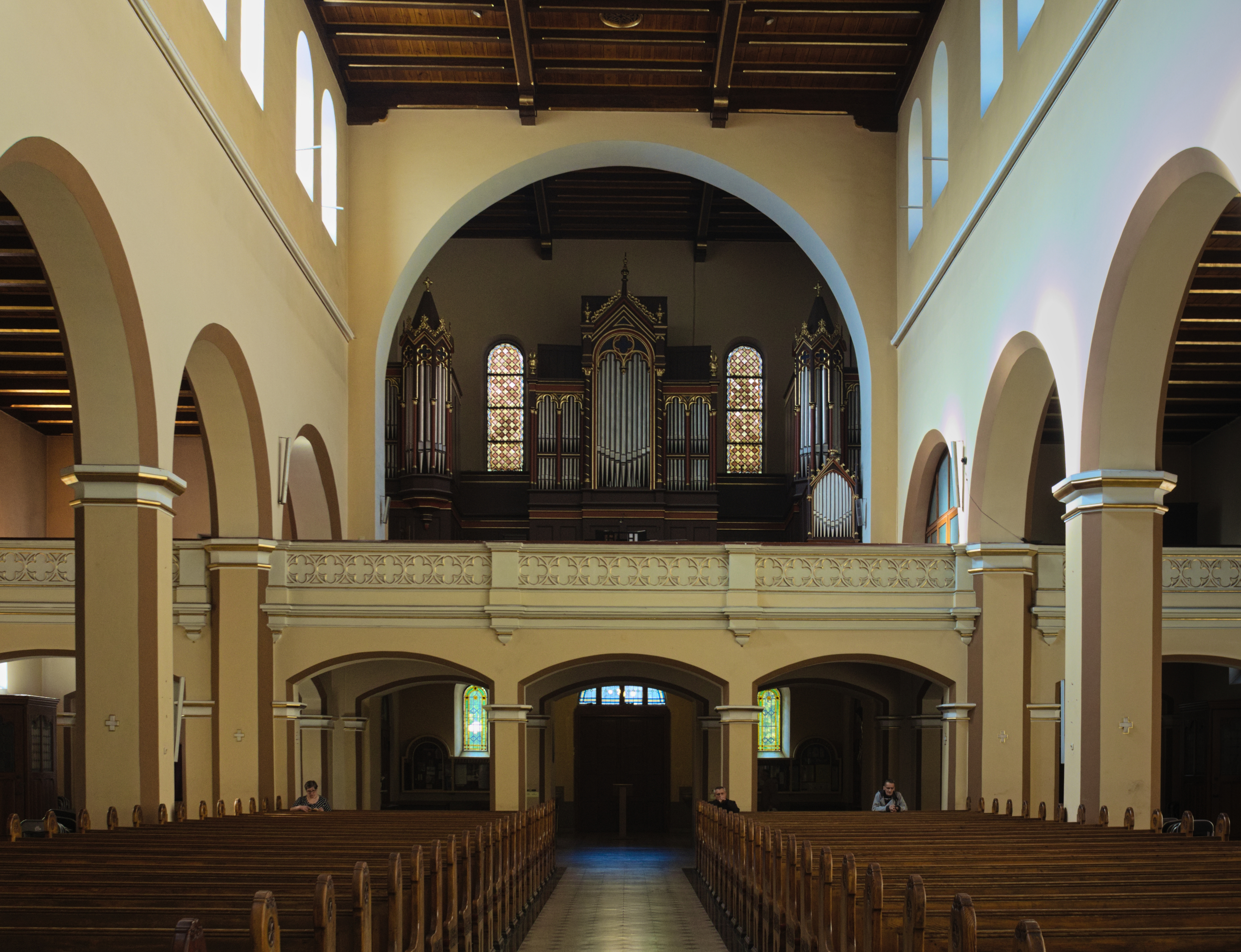
Nawa główna, empora i prospekt organowy (2019)